# Castres (Aisne)
Castres – miejscowość i gmina we Francji, w regionie Hauts-de-France, w departamencie Aisne.
Według danych na styczeń 2014 roku gminę zamieszkiwało 238 osób, a gęstość zaludnienia wynosiła 41,2 osób/km².